# Ереванская улица (Екатеринбург)
Ерева́нская у́лица — улица в Железнодорожном районе города Екатеринбурга.

## Расположение и благоустройство
Улица берёт начало с тупика, затем резко поворачивает и идёт перпендикулярно своему прежнему направлению. Пересекается с улицами Конотопской и Армавирской, к Ереванской улице примыкают Огородный переулок и Брянская улица. Улица является объездной на случай транспортных пробок.
На улице расположены различные автомагазины и автосервисы, промышленные базы. В конце улица имеет тупик, упирающийся в промышленные территории.

## Застройка
Застройка улицы в основном представлена старыми брусковыми и кирпичными жилыми дома. Присутствует частный сектор, представленный домами 1949 года постройки. 

## Транспорт
Ближайшая остановка транспорта — остановка «Центр культуры «Стрела»». Здесь останавливается автобус 56 и 57 автобусы. Также, в 10-17 минутах ходьбы, есть остановка «Стрелочников», где останавливаются автобусы 61, 67 и 82. 